# Zian Flemming
Zian Flemming (* 1. August 1998 in Amsterdam) ist ein niederländischer Fußballspieler. Der offensive Mittelfeldspieler ist seit 2024 für den englischen FC Burnley aktiv.

## Karriere
Zian Flemming begann mit dem Fußball bei ZSGOWMS, einem Amsterdamer Amateurverein, bevor er zu RKSV Pancratius aus Badhoevedorp vor den Toren der niederländischen Hauptstadt wechselte. 2008 zog es ihn in das berühmte Nachwuchsleistungszentrum von Ajax Amsterdam. Am 1. September 2017 debütierte Flemming in einer professionellen Liga, als er im Auswärtsspiel der zweiten Mannschaft in der Jupiler League, der zweiten niederländischen Liga, in der Startformation stand und dabei die Kapitänsbinde trug. In der 56. Minute gelang ihm mit dem Tor zum 3:0-Endstand sein erster Treffer in einer Profiliga. In der niederländischen Zweitklassigkeit spielte er regelmäßig und in 25 Punktspieleinsätzen schoss er 6 Tore. In der Sommerpause 2018 wechselte Zian Flemming in die Eredivisie, der ersten niederländischen Liga, zu PEC Zwolle. Sein erstes Spiel in der höchsten Spielklasse war am 10. August 2018 bei der 2:3-Heimniederlage am ersten Spieltag gegen den SC Heerenveen. Auch beim Verein aus der Provinz Overijssel kam Flemming regelmäßig zum Einsatz, absolvierte allerdings auch drei Partien für die Reservemannschaft. Nach vier Spielen für PEC Zwolle in der Eredivisie zu Beginn der Saison 2019/20 wechselte er kurz vor Ende des Sommertransferfensters zum Zweitligisten NEC Nijmegen. In Nijmegen, der größten Stadt der Provinz Gelderland, errang Zian Flemming einen Stammplatz und verpasste bis zum Saisonabbruch, die aufgrund der COVID-19-Pandemie notwendig geworden war, lediglich ein Spiel und dies lediglich aufgrund einer Gelbsperre. Dabei wurde er abwechselnd als offensiver Mittelfeldspieler sowie als Mittelstürmer eingesetzt. In 24 Partien schoss Flemming 13 Tore. 
Zur Saison 2020/21 kehrte er zunächst zu PEC Zwolle zurück, verließ allerdings noch im August endgültig den Verein und schloss sich dem Ligakonkurrenten Fortuna Sittard an. Hier gelang Zian Flemming der Durchbruch und er agierte zumeist als offensiver Mittelfeldspieler für den niederländischen Erstligisten, der die Eredivisie 2020/21 als Tabellenelfter beendete. In der Eredivisie 2021/22 sicherte sich der Verein als Tabellenfünfzehnter knapp den Klassenerhalt. Zian Flemming erzielte wie schon in der vorherigen Saison zwölf Ligatreffer für seine Mannschaft.
Am 25. Juni 2022 wechselte der 23-Jährige zum englischen Zweitligisten FC Millwall und unterschrieb einen bis 2025 gültigen Vertrag. In zwei Jahren gelangen dem Offensivspieler dort insgesamt 22 Tore in 89 Ligaspielen. Zur Saison 2024/25 schloss sich Flemming zunächst auf Leihbasis dem Ligakonkurrenten FC Burnley an, mit dem er im Sommer 2025 in die Premier League aufstieg und der ihn anschließend fest verpflichtete.